# Prva fitna
Prva fitna, v arabskem svetu večinoma imenovana "razkol zaradi atentata na Osmana" (arabsko فتنة مقتل عثمان‎), obstajajo pa tudi druga imena, je bila obsežna državljanska vojna (fitna) v Rašidunskem kalifatu, ki je privedla do padca Kalifata Pravičnega in vzpona dinastije Omajadov. V vojni so bile tri glavne bitke med rašidunskim kalifom Alijem in uporniškimi skupinami. 
Korenine prve državljanske vojne je mogoče slediti nazaj do atentata na drugega kalifa Omarja. Omar je pred smrtjo zaradi ran sklical šestčlanski svet, ki je za naslednjega kalifa izvolil Osmana/Utmana ibn Afana (vl. 644-656). V zadnjih letih njegovega kalifata so ga leta 656 uporniki obtožili nepotizma in ubili. Po Osmanovem umoru je bil za četrtega kalifa izvoljen Ali ibn Abi Talib. Ajša, tretja žena preroka Mohameda, Talha, spremljevalec preroka Mohameda, in Zubajr, vojaški poveljnik v Mohamedovi, Abu Bakrovi in Omarjevi službi, so se Aliju uprli, da bi ga odstavili. Sprti strani sta se spopadli v tako imenovani kamelji bitki, v kateri je zmagal Ali. Po bitki je Aliju napovedal vojno guverner Sirije Muavija. domnevno zato, da bi maščeval Osmanovo smrt. Obe strani sta se julija 657 spopadli v bitki pri Sifinu, ki se je končala brez zmagovalca in z arbitražo. 
Arbitražo so zamerili haridžiti, ki so Alijo, Muavijo in njihove privržence razglasili za nevernike. Po haridžitskem nasilju nad civilisti so haridžite zatrla Alijeve sile v bitki pri Nahravanu. Muavija je kmalu zatem s pomočjo Amr ibn al-Asa prevzel nadzor tudi nad Egiptom. 
Leta 661 je Alijo ubil haridžit Abd al-Rahman ibn Muldžam. Po Alijevi smrti je bil za kalifa izvoljen Alijev sin Hasan ibn Ali, ki ga je kmalu zatem napadal Muavija. Hasan je z Muavijo sklenil mirovni sporazum, s katerim je priznal vladavino Muavije, ki je pozneje ustanovil Omajadski kalifat in vladal kot njegov prvi kalif. 

## Ozadje
Po Mohamedovi smrti leta 632 je Abu Bakr postal vodja muslimanske skupnosti. Potem ko je ponovno vzpostavil muslimanski nadzor nad disidentskimi plemeni v Arabiji, je poslal vojsko v boj proti Bizantinskemu in perzijskemu Sasanidskemu cesarstvu, s čimer je sprožil val osvajanj, ki jih je nadaljeval njegov naslednik Omar (vl. 634–644). Osvajanja so povzročila skoraj popoln propad Sasanidov in omejile Bizantinsko cesarstvo na Anatolijo, Severno Afriko in njegove posesti v Evropi. Osvajanja so muslimanom prinesla obilen dohodek in ozemlje, vključno s celim Irakom. Osvojeno ozemlje je postalo državna last, prihodki pa so bili razdeljeni med osvajalske čete, ki so se naselile v Iraku. Omar je pokrajinsko upravo prepustil regionalnim guvernerjem, ki so vladali precej avtonomno. Presežek dohodkov je bil porabljen za muslimanske naseljence na osvojenih ozemljih, namesto da bi se odlil v prestolnico Medino.
Omarja je po umoru leta 644 nasledil Osman ibn Afan. Politika novega kalifa je med muslimansko elito povzročila nezadovoljstvo in obtožbe o nepotizmu. Kalif je začel centralizirati oblast tako, da se je zanašal na svoje omajadske sorodnike, ki so dolgo nasprotovali Mohamedu, preden so se leta 630 spreobrnili v islam. Iz delitve oblasti so bili izključeni pripadniki plemena Kurejšev, avtoritet med vladavino Osmanovih dveh predhodnikov. Osman je za vse guvernerje provinc imenoval svoje sorodnike.
Muslimanska ekspanzija v Perziji in Egiptu se je v drugi polovici njegove vladavine ustavila. Pritok plena se je upočasnil, kar je povečalo gospodarske težave, ki so jih prej blažili ti prihodki. Povečala se je tudi antipatija arabskih nomadov do centralne oblasti, ki so jo dotlej prikrivali nenehni vojni napori. Nadaljevanje preseljevanja plemen iz Arabije na osvojena ozemlja je povzročilo zamero med prejšnjimi naseljenci. Zgodnji naseljenci so se čutili ogrožene tudi zaradi podeljevanja zemljišč na osvojenih ozemljih uglednim Kurejšem in plemenskim poglavarjem. Slednji so dobili ozemlje v zameno za svoje ozemlje v Arabiji. Razen tega je Osman prevzel oblast nad iraškimi kronskimi deželami kot državnim premoženjem in zahteval, da se presežek dohodkov posreduje kalifu. To vmešavanje v pokrajinske zadeve je povzročilo široko nasprotovanje njegovi vladavini, zlasti v Iraku in Egiptu, kjer se je naselila večina osvajalskih vojsk.
Nasprotovanja, ki jih je medinska elita in Mohamedova vdova Ajša, so prerasla v odkrit upor. Disidenti iz Egipta in Iraka so vkorakali v Medino in junija 656 ubili kalifa Osmana. Za kalifa je bil pozneje priznan Mohamedov bratranec in zet Ali ibn Abi Talib.

## Bitka pri Basri
Ajša, Talha in Zubajr so nasprotovali Alijevemu nasledstvu in se zbrali v Meki, kjer so zahtevali maščevanje za Osmanovo smrt in izvolitev novega kalifa, verjetno Talhe ali Zubajrja. Z vojsko so zavzeli Basro in njenemu guvernerju zadali velike izgube. Aliev sin Hasan je mobiliziral vojake v Kufi, ko je tja prišel tudi Ali, pa je združena vojska odorakala v Basro.
Obe vojski sta se srečali pred Basro in se tri dni neuspešno pogajali, potem pa se je popoldne 8. decembra 656 začela bitka in trajala do večera. Zubajr je zapustil igrišče brez boja, potem pa so ga, verjetno zaradi tega nečastnega dejanja, zasledovali in ubili. Talha je ubil Omajad Marvan ibn al-Hakam. 
S smrtjo Talhe in Zubajrja je bila usoda bitke zapečatena v korist kalifa Alija, vendar se je boj nadaljeval, dokler Alijevim četam ni uspelo ubiti Ajšine kamele, okoli katere so se zbrale njene sile. Po tej kameli je bitka dobila ime. Ali je Ajšo v spremstvu njenega brata poslal v Medino, jo javno pomilostil in osvobodil ujetnike. Pomilostitev je razširil tudi na pomembne upornike, vključno z Marvanom, ki se je kmalu zatem kot višji svetovalec pridružil svojemu omajadskemu sorodniku Muaviji ibn Abi Sufjanu, guvernerju Sirije.

## Bitka pri Sifinu
Ali je kmalu po prevzemu oblasti odpustil večino guvernerjev, ki jih je imel za pokvarjene, vključno z Osmanovim bratrancem Muavijo. Muavija ni hotel odstopiti in je preko predstavnika obvestil Alija, da bo Alija priznal za kalifa v zameno za dosmrtno guvernerstvo v Siriji in Egiptu. Ali je njegov predlog zavrnil.
Muavija je v odgovor napovedal vojno Aliju in zahteval maščevanje za Osmanovo smrt. Sklenil je odstaviti Alija in ustanoviti sirski svet za imenovanje naslednjega kalifa, ki naj bi bil verjetno sam Muavija. Ali je Muavijo pozval, da svoj primer predloži Alijevemu sodišču,ga prosil, naj ponudi kakršne koli dokaze, ki bi Alija obtožili umora svojega predhodnika, in ga izzval, naj imenuje katerega koli Sirijca, ki bi bil upravičen do članstva v svetu. 
Ali je sklical svet islamske vladajoče elite in ga pozval, naj se bori proti Muaviji. Nasprotni vojski sta se leta 657 srečali pri Sifinu zahodno od Evfrata in se najprej več tednov pogajali. Pogajanja so se končala brez uspeha 18. julija 657 in obe strani sta se začeli pripravljati na bitko. Boji so se začeli v sredo, 26. julija, in trajali tri ali štiri dni, potem pa je Muavija predlagal arbitražo, ki jo je Ali z zadržkom sprejel.

### Arbitraža
Alijevo stran je zastopal domnevno nevtralni in naivni Abu Musa al Ašari, Muavijevo pa vrhovni general Amr ibn al-As. Oba predstavnika sta se zavezala, da se bosta držala Korana in Suneta ter da bosta muslimansko skupnost rešila pred vojno in razkolom.
Razsodnika sta razsodila, da je bil Osman ubit po krivici in da je imel Muavija pravico do maščevanja. Znanstvenik Wilferd Madelung meni, da je bila ta razsodba bolj politična kot sodna in napaka naivnega Abu Muse. Razsodba je okrepila podporo Sirijcev Muaviji in oslabila Alijev položaj.
Sojenje se je nadaljevalo v Udruhu in se verjetno končalo v neredu, ko je Amr prekršil prejšnji dogovor z Abu Muso. Kufanska delegacija se je burno odzvala na Abu Musino popuščanje in Abu Musa je osramočen pobegnil v Meko. V nasprotju z njim je Amr po vrnitvi v Sirijo doživel zmagoslaven sprejem. Sirci so obljubili svojo zvestobo Muaviji kot naslednjemu kalifu. Ali je ravnanje obeh razsodnikov obsodil kot v nasprotju s Koranom in začel organizirati pohod v Sirijo.

## Bitka pri Nahravanu
Po bitki pri Sifinu in Alijevem pristanku na arbitražo se je od njega ločila skupina vernikov, ki so menili, da je bila njegova odločitev v nasprotju s Koranom. Nasprotniki arbitraže so se zbrali v Hahravanu na vzhodnem bregu Tigrisa. Skupina je postala znana kot hadžiriti, kar dobedesno pomeni "iti ven" ali "dvigniti se v upor".
Haridžiti so za svojega kalifa izvolili Abd Alaha ibn Vahba al-Rasibija. Obsodili so Alijevo vodstvo in njega samega in njegove privržence ter Sirce razglasili za nevernike. Prelivanje krvi takšnih nevernikov so razglasili za sodno dopustno (halal). Haridžiti so začeli zasliševati civiliste o njihovih pogledih na Osmana in Alija ter usmrtiti tiste, ki niso delili njihovih pogledov. Haridžiti so veljali za predhodnike islamskih skrajnežev.
Ko je Ali izvedel za nasilje haridžitov, je z vojsko odšel v Nahravan in prosil haridžite, naj predajo morilce in se vrnejo k svojim družinam. Haridžiti so mu kljubovalno odgovorili, da so kolektivno odgovorni za umore. Po več neuspelih poskusih pomirjanja je Ali razglasil amnestijo, ki ni veljala za morilce, in svoji vojski prepovedal začeti nove sovražnosti. Preostali haridžiti, ocenjeni na 2800 mož, so napadli in bili v spopadu z Alijevo vojsko poraženi. Ranjene, ocenjene na 400 mož, je Ali amnestiral. 
Januarja 661 je Alija med molitvijo v mošeji v Kufi ubil haridžit Abd al-Rahman ibn Muldžam.

## Mirovni sporazum
Po umoru Alija januarja 661 je bil v Kufi za kalifa izvoljen njegov najstarejši sin Hasan ibn Ali. Muavija je z veliko vojsko takoj odkorakal proti Kufi. Na Muavijevo stran je zaradi obljub in podkupovanja prebegnilo veliko vojaških poveljnikov in plemenskih poglavarjev, kar je oslabilo Hasanovo stran. Hasan, ranjen v neuspelem poskusu atentata, je privolil v mirovni sporazum u Muavijo, ki je Hasanovo oblast omejil na okolico Kufe. Sporazum je določal splošno amnestijo za ljudstvo in vrnitev kalifata Hasanu po Muavijevi smrti. Muavija je bil okronan za kalifa na slovesnosti v Jeruzalemu leta 661.
Hasan je umrl pred Muavijo leta 670 v starosti 46 let. Domneva se, da je bil zastrupljen na Muavijevo pobudo.